# 新郷英城
新郷 英城（しんごう ひでき、1911年（明治44年）10月10日 - 1982年（昭和57年）11月27日）は、日本の海軍軍人、警察官、航空自衛官。海兵59期。最終階級は海軍で中佐、警察で警部補、空自で空将。

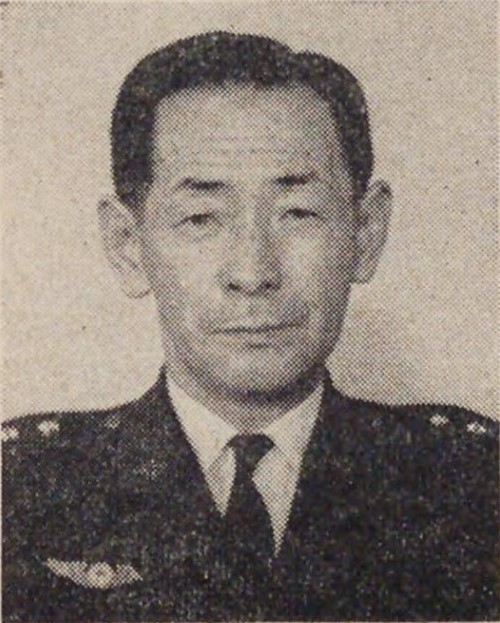
航空自衛隊時代の新郷英城（1967年）

## 経歴
1911年10月10日佐賀県に生まれる。佐賀中学校を経て、1928年4月、海軍兵学校に59期生として入校。1931年11月7日兵学校を卒業、少尉候補生として「磐手」乗組、練習航海に出発。1932年7月20日、巡洋艦「羽黒」乗組。1933年2月25日、巡洋艦「愛宕」乗組。4月1日、少尉任官。10月1日、第25期飛行学生拝命。1934年7月2日、館山空付。11月11日、中尉。1935年10月15日、空母「龍驤」乗組。1936年11月16日、横須賀空付、教官。1937年7月30日、大分空分隊長。

### 大陸前線
日中戦争勃発後、海軍航空隊は中国空軍に苦戦を強いられていた。航空本部教育部長・大西瀧治郎大佐の要請で大村の九六式艦上戦闘機が戦線に投入されることとなり、小田喜一、 高橋憲一各二空曹、半田亘理、稲葉武雄、各一空曹ら5名とその操縦要員に選ばれる。大村からアルトゥル飛行場を経由し、同期生の田中正臣中尉の八九式艦攻の引率で杭州湾の空母「加賀」へと向かった。全員九六式艦戦での着艦の経験がなく、その訓練には一週間ほど要するが、着艦訓練を経ず全機着艦に成功した。8月18日付で空母加賀乗組。以降、南京での空中戦に参加するも、戦果は不明。
9月26日、九六式艦戦の追加受領のため加賀は佐世保に寄港する。10月頭、バイアス湾上陸作戦に投入される。10月7日、韶関飛行場爆撃に向かう九六式艦上攻撃機護衛の九六式艦上戦闘機4機の指揮官として9時50分母艦を発し、陳瑞鈿上尉率いる中国空軍第5大隊第28中隊および暫編第29中隊の5機と交戦。うちカーチス・ホークⅡ1機（黄元波少尉操縦、2807号）を撃墜する。部隊では陳上尉以外の4機を撃墜した。新郷は、唯一残った陳上尉と思しき1機より左翼翼端に2発被弾を受け、ただちに追撃したが、飛行場の敵高射砲部隊からの掩護射撃を受け断念した。12月1日、大尉。鹿屋空分隊長。
1938年3月1日、佐伯空付。3月29日、佐伯空分隊長。9月2日、十四空分隊長。1939年2月、戦線で不時着し負傷。同年11月15日、内地勤務になり霞ヶ浦空分隊長兼教官。1940年8月20日、岩国空分隊長兼教官。11月15日、大分空分隊長兼教官。
1941年9月15日、高雄空飛行隊長兼分隊長。10月1日、台南空飛行隊長兼分隊長。1942年4月1日、第六航空隊飛行隊長兼分隊長。5月8日、元山空飛行隊長兼分隊長。

### 太平洋前線
1942年7月1日、空母「翔鶴」飛行隊長。第二航空戦隊航空参謀を務めた奥宮正武によれば「新郷少佐はきかぬ気の戦闘機乗りのなかでも名だたる闘士だった」という。新郷はガダルカナル島に上陸する川口支隊を支援するため、8月30日、18機を率いて同島を強襲し、敵戦闘機と交戦。9月2日、戦闘機22機、陸上攻撃機18機で敵飛行場を制圧、敵情視察する。川口支隊の上陸は無事成功した。
10月、南太平洋海戦に参加。新郷は上空直援の任務に就いていたが、突然第二次攻撃隊の援護に任務が変更され、敵空母の情報を知らないまま攻撃隊の後を追うことになった。
1942年11月1日、少佐。11月15日、築城空飛行隊長兼分隊長。1943年7月1日、三三一空飛行隊長兼分隊長。1944年3月4日、202空戦闘603飛行隊長。6月1日、横須賀鎮守府付。7月10日、341空戦闘701飛行隊長。8月10日、横須賀空付。9月1日、252空飛行長。1945年4月25日、兼戦闘304飛行隊長。

### 戦後
8月15日終戦。9月5日、ポツダム進級により中佐。9月20日、予備役。その後、北海道庁警察部に就職。網走警察署勤務、警部補。1946年、警察退職。その後、農協主事、木材会社、網走主機株式会社等を転々とし、1951年に新郷織物工場を設立。
1954年（昭和29年）10月30日、2等空佐として航空自衛隊に入隊。1959年（昭和34年）8月1日、空将補に昇任。11月25日、第2航空団司令に任命。1961年（昭和36年）7月15日、航空総隊司令部幕僚長に任命。1962年（昭和37年）7月16日、航空幕僚監部監察官に任命。1963年（昭和38年）8月1日、北部航空方面隊司令官に任命。1964年（昭和39年）1月1日、空将に昇任。1965年（昭和40年）7月16日、航空自衛隊幹部学校長に任命。1967年（昭和42年）4月1日、退官。海軍、空自における飛行時間は計6000時間に達した。
1981年（昭和56年）4月より咽頭ガンで入院、放射線照射、冷凍法と薬物療法を受け、9月に小康を得て退院。11月3日、勲三等瑞宝章を受章。1982年（昭和57年）5月より体調に衰弱が見られ、9月に東京医科大学病院に再入院。肺炎を併発し、11月27日死去、叙・従四位。

## 年譜
- 1928年（昭和3年）4月：海軍兵学校（第59期）入校。
- 1931年（昭和6年）11月7日：海軍兵学校卒業
- 1932年（昭和7年）7月20日：巡洋艦「羽黒」乗組。
- 1933年（昭和8年）
  - 2月25日：巡洋艦「愛宕」乗組。
  - 4月1日：海軍少尉任官。
  - 10月1日：第25期飛行学生拝命。
- 1934年（昭和9年）
  - 7月2日：館山海軍航空隊付。
  - 11月11日：海軍中尉に進級。
- 1935年（昭和10年）10月15日：空母「龍驤」乗組。
- 1936年（昭和11年）11月16日：横須賀海軍航空隊付。
- 1937年（昭和12年）
  - 7月30日：大村海軍航空隊分隊長[12]
  - 8月18日：空母「加賀」乗組[13]
  - 12月1日：海軍大尉に進級[14]
  - 12月1日：鹿屋海軍航空隊分隊長[15]
- 1938年（昭和13年）
  - 2月15日：横須賀鎮守府附[16]
  - 3月1日：佐伯海軍航空隊附[17]
- 1938年（昭和13年）
  - 3月29日：佐伯海軍航空隊分隊長[18]
  - 4月25日：兼補広海軍工廠航空機部検査官[19]
  - 9月2日：第一四航空隊分隊長[20]
- 1939年（昭和14年）11月15日：霞ヶ浦海軍航空隊分隊長兼教官[21]
- 1940年（昭和15年）11月15日：大分海軍航空隊分隊長兼教官[22]
- 1941年（昭和16年）
  - 9月15日：高雄海軍航空隊飛行隊長兼分隊長[23]
  - 10月1日：ダナン海軍航空隊飛行隊長兼分隊長[24]
- 1942年（昭和17年）
  - 4月1日：第六航空隊飛行隊長兼分隊長[25]
  - 5月8日：元山海軍航空隊飛行隊長兼分隊長[26]
  - 7月1日：空母「翔鶴」飛行隊長[27]
  - 11月1日：海軍少佐に進級[28]
  - 11月15日：築城海軍航空隊飛行隊長兼分隊長[29]
- 1943年（昭和18年）
  - 5月15日：築城海軍航空隊飛行長[30]
  - 7月1日：第331海軍航空隊飛行隊長兼分隊長[31]
- 1944年（昭和19年）
  - 3月4日：戦闘第603飛行隊長[32]
  - 7月10日：戦闘第701飛行隊長[33]
  - 8月10日：横須賀海軍航空隊附[34]
  - 9月1日：第252海軍航空隊飛行長[35]
- 1945年（昭和20年）
  - 4月26日：兼補戦闘第304飛行隊長[36]
  - 5月5日：免兼職[37]
  - 9月5日：海軍中佐に進級[38]
  - 9月20日：予備役[39]
- 1954年（昭和29年）10月30日：航空自衛隊入隊（2等空佐）[40]
- 1955年（昭和30年）8月16日：1等空佐に昇任[41]
- 1957年（昭和32年）7月1日：航空自衛隊第2航空団副司令兼防衛部長[42]
- 1958年（昭和33年）8月1日：航空総隊司令部防衛部長[43]
- 1959年（昭和34年）
  - 8月1日：空将補に昇任[44]
  - 11月25日：第2航空団司令兼千歳基地司令[45]
- 1961年（昭和36年）7月15日：航空総隊司令部幕僚長
- 1962年（昭和37年）7月16日：航空幕僚監部監察官[46]
- 1963年（昭和38年）8月1日：北部航空方面隊司令官[47]
- 1964年（昭和39年）1月1日：空将に昇任[48]
- 1965年（昭和40年）7月16日：航空自衛隊幹部学校長[49]
- 1967年（昭和42年）4月1日：退官[50]
- 1981年（昭和56年）11月3日：勲三等瑞宝章受章[51]
- 1982年（昭和57年）11月27日：死去、叙・従四位